# Sant Sulpici de Bulaternera

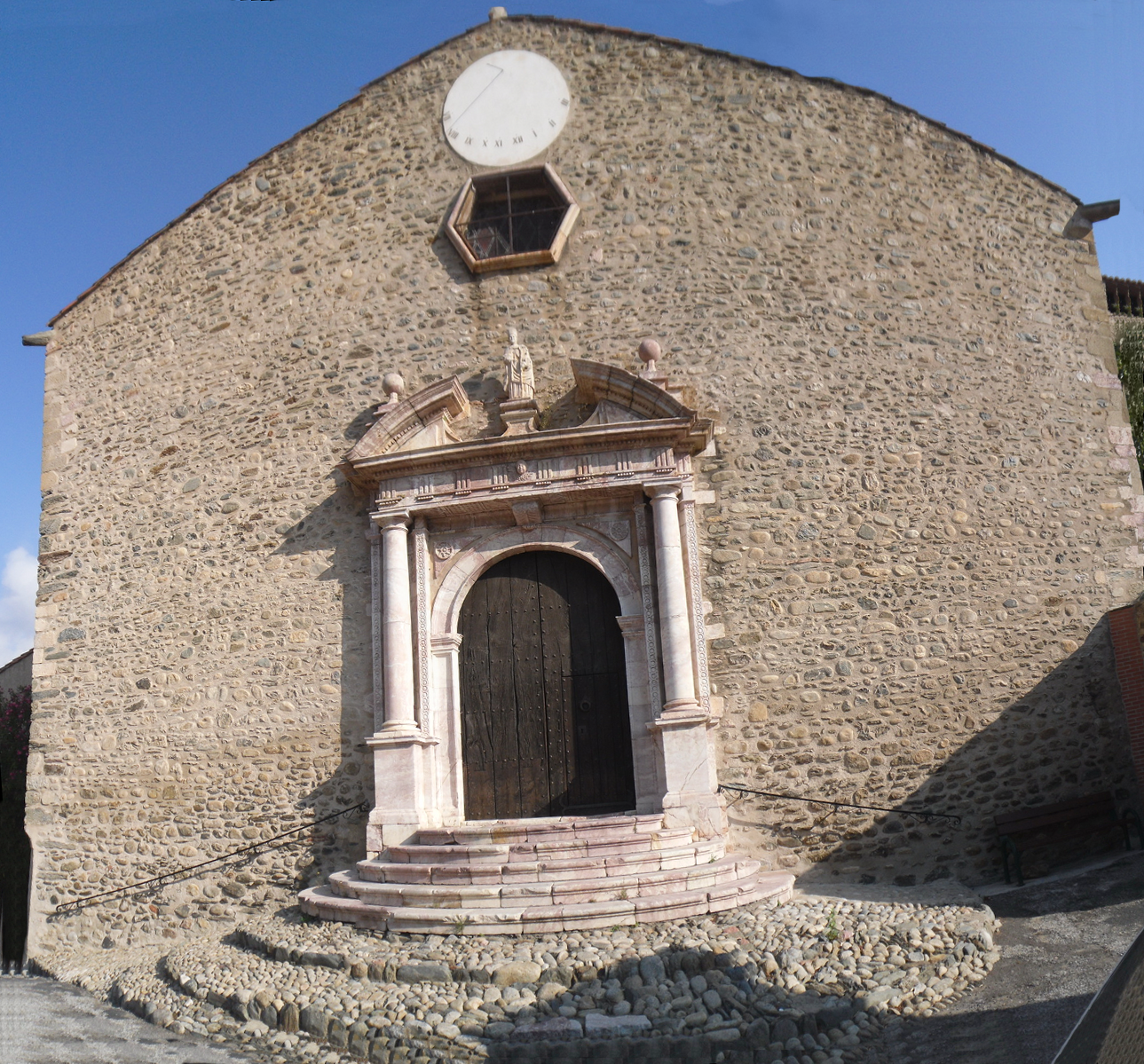
Façana occidental de l'església

Sant Sulpici de Bulaternera és l'església parroquial del poble de Bulaternera, a la comuna del mateix nom, de la comarca del Rosselló, a la Catalunya del Nord.

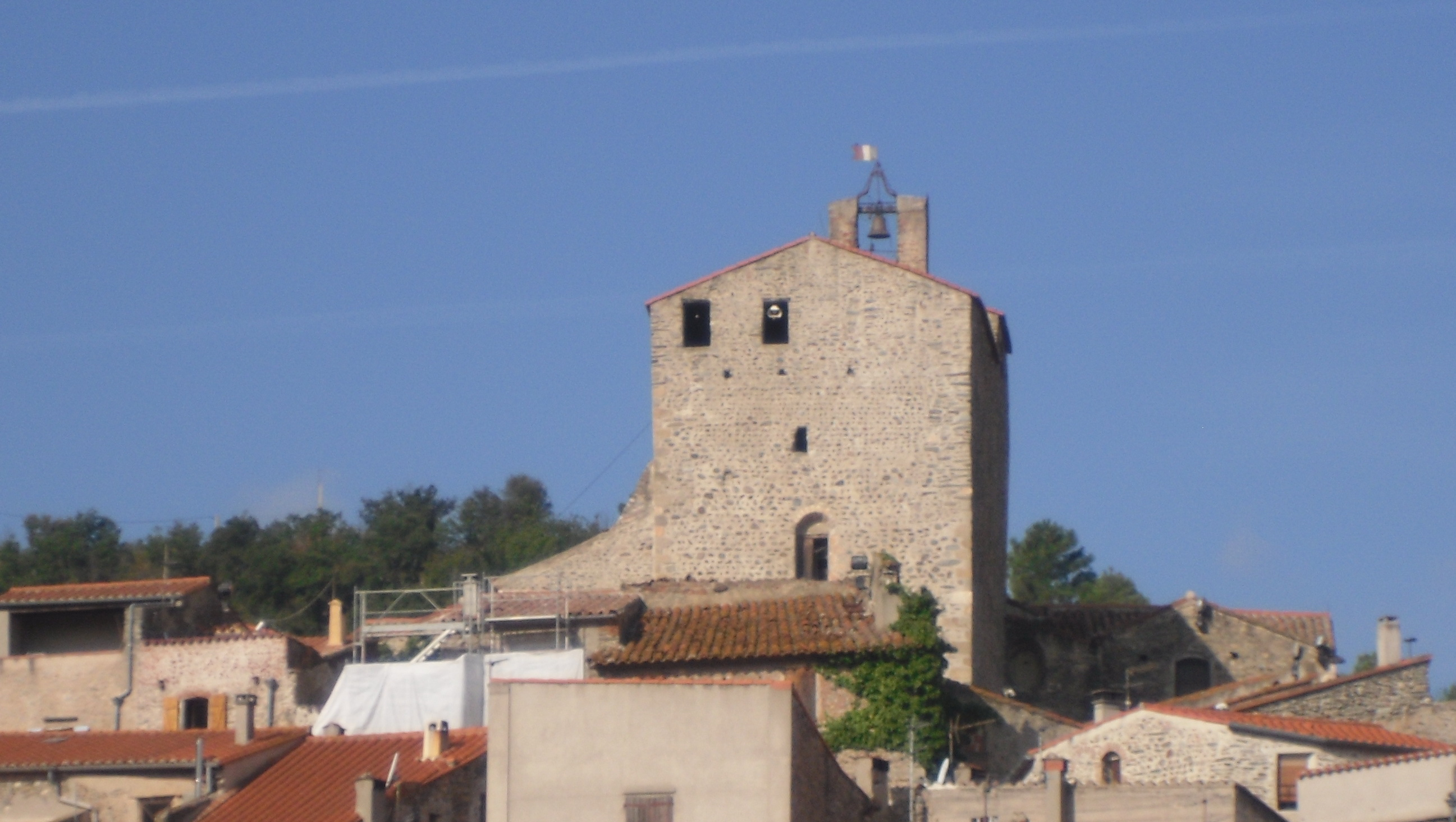
El campanar

És al bell mig de la cellera de la qual sorgí el poble, en el seu nucli vell. Probablement fou edificada damunt d'una part de la cellera original, del castell de la població i del cementiri de l'església anterior de Santa Maria, que passà a exercir de rectoria. Se'n conserven elements, dins d'aquesta rectoria posterior.

## Arquitectura

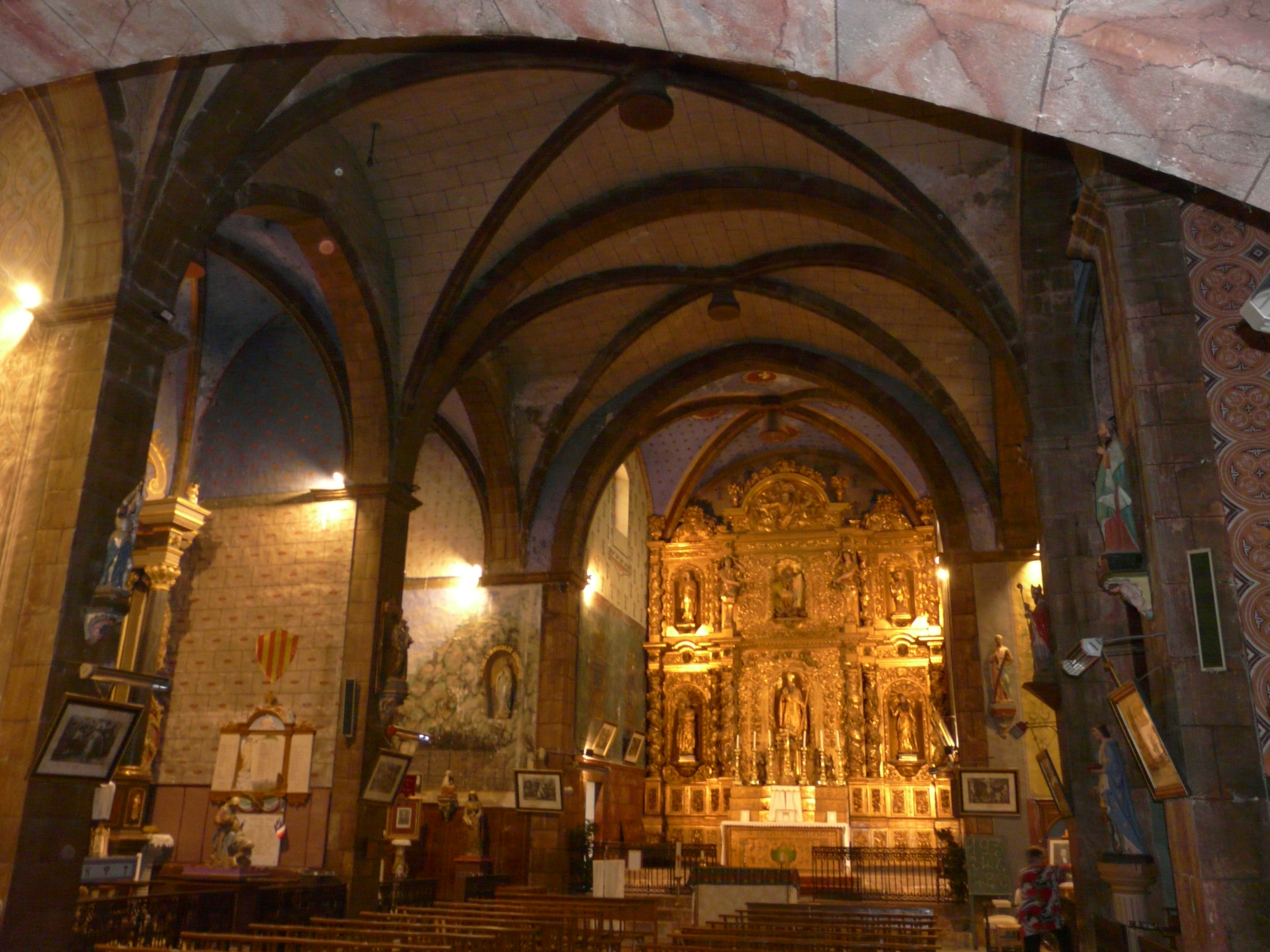
Interior de l'església parroquial

És d'una sola nau, ampla, d'estil gòtic tardà; va ser construïda el segle xvii, substituint el vell temple parroquial, al costat de ponent seu, amb el qual forma una línia perpendicular. La coberta és feta de voltes de creueria, ogivals, en una nau formada per tres trams, amb claus de volta senzilles, però amb aparença de claus penjades del sostre, dins de la tradició gòtica. Entre els contraforts de la nau hi ha capelles, de manera que els contraforts formen part de l'interior de la nau.
La façana principal, a migdia, s'obre a l'exterior en un portal amb frontó curvilini trencat, de marbre roig de Vilafranca, amb una escultura del sant al punt culminant.
A l'angle nord-est es troba un campanar de torre, de base quadrada, molt característic, que sobresurt del temple parroquial i es veu des de molt llocs de la rodalia. Conserva elements de les fortificacions, de les quals formava part.

## Mobiliari
És una església molt rica en mobiliari, amb moltitud d'altars d'època barroca, entre els quals destaca el major.
El 1891, un incendi provocat per un llamp va destruir part de l'església. Sl costat oriental de la nau, prop de la porta d'accés a la rectoria i antiga església de Santa Maria, una pedra encastada en una columna lateral recorda aquell fet.